# Phyllanthus oreophilus
Phyllanthus oreophilus är en emblikaväxtart som beskrevs av Johannes Müller Argoviensis. Phyllanthus oreophilus ingår i släktet Phyllanthus och familjen emblikaväxter.
Artens utbredningsområde är Sri Lanka. Inga underarter finns listade i Catalogue of Life.